# 浮立

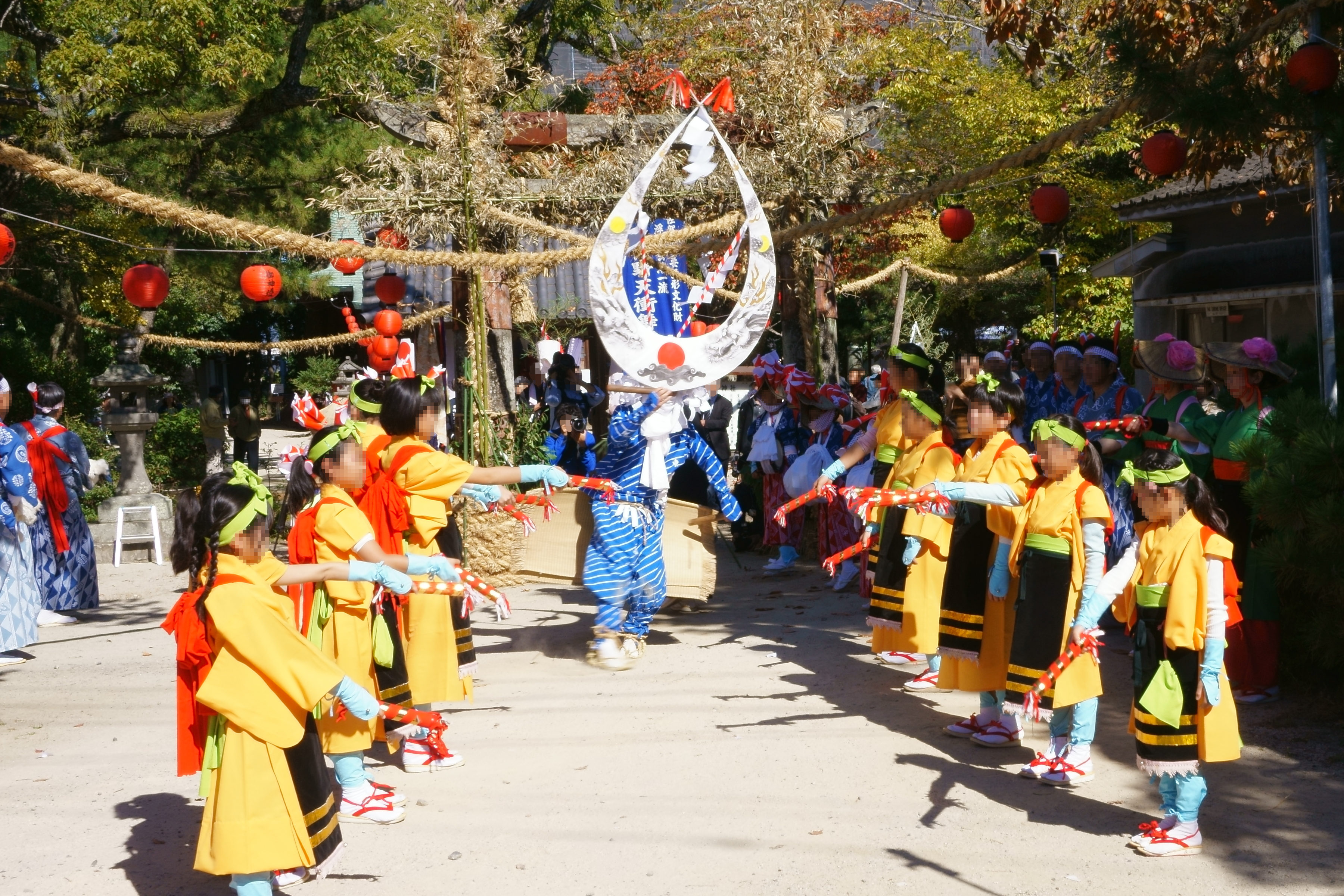
掘江神社（佐賀市神野）の浮立玄蕃一流（2018年11月）

浮立（ふりゅう）は、佐賀県を中心に同じ肥前国の長崎県と、筑後地方の一部に伝わる伝統的な民俗芸能である。多くは太鼓・鉦を用い、装束や面を身に着けた演舞者が楽器の囃子に合わせて踊る。

## 解説
| 古湯の鉦浮立（佐賀市富士町古湯）で用いられる装身具バショー（浮立の里展示館 展示物） |  | 天衝舞（てんつくみゃあ）浮立と呼ばれる形式で舞人が被る「天衝」（てんつく、てんつき）。市川の天衝舞浮立（佐賀市富士町市川）のもの（浮立の里展示館 展示物） |
| 古湯の鉦浮立（佐賀市富士町古湯）で用いられる装身具バショー（浮立の里展示館 展示物） |  | 天衝舞（てんつくみゃあ）浮立と呼ばれる形式で舞人が被る「天衝」（てんつく、てんつき）。市川の天衝舞浮立（佐賀市富士町市川）のもの（浮立の里展示館 展示物） |

日本各地で伝承される中世の風流を源流にもつ芸能の1つと考えられ、田祈祷、雨乞い、収穫祭等に踊られ今日まで伝えられる。伝統的には農業に従事する人たちによって行われてきた。
踊りの際に奏でられる楽器は、笛、大太鼓、小太鼓、モリャーシ（締太鼓）、鉦、ささらなどがある。曲と踊りは地域によってかなり異なる。曲目は、村を練り歩きながら演じられる道浮立と、神社の境内などで演じられる庭浮立に大別される。庭浮立はそれぞれの演目が、「おもて」と「返し」で一対となっている。かつては一つの地域で15 - 20種類もの曲があったというが、もともと農業中心であった地域経済の変化や、以前は共同で行われていた田植えなどの農作業や茅葺屋根葺きなどの減少等、また結の消滅などが原因で、いくつかの曲と舞は忘れられ、現在では復元できなくなったものもある。
「鬼（かけうち）」と呼ばれる舞人が鬼の面とシャグマ（赤熊）を付ける「面浮立（めんぶりゅう）」の形式が、鹿島市七浦地区を中心に佐賀県南部から長崎県諫早地方にかけて分布している。音成の面浮立は最も原型に近いとされる。なお、佐賀駅南口の銅像はこの面浮立のものである。面浮立の起源として、大内氏の進出に対し劣勢に置かれた少弐氏・龍造寺氏方において鍋島平右衛門清久ら百騎余がシャグマを付けて奇襲し大内氏方を退け、面を着けたままその勝利を祝い踊ったのが始まりだという田手畷の戦いにまつわる伝説も伝わるが、鬼面が出てこなかったり田手畷（現吉野ヶ里町）と七浦が地理的に離れたりする点は説明がつかない。
舞人が大きな前立兜のような三日月形の「天衝（てんつく）」を被る「天衝舞浮立（てんつくまいぶりゅう、てんつくみゃあぶりゅう）」は「玄蕃（げんば）一流」とも呼ばれ、旧佐賀郡から三養基郡に分布する。弘治2年（1556年）5月に掘江神社（現佐賀市神野西）の宮司山本玄蕃が行った雨乞い神事が始まりで、当時の年齢に因んで囃子方は大もらし（盛囃子=モリャーシ）20、小もらし27の計47人とした、と伝わる。また『鍋島直正公伝』によれば、藩主直正の代佐賀藩下に倹約令が出た折には、歌舞や遊戯が一切禁止されても各村に伝わる浮立だけは許されたという。

## 主な浮立
※ (選無)は国の選択無形民俗文化財に選択されているもの。
面浮立や舞浮立は読みが「～ぶりゅう」と濁るものが多い。
- 佐賀県 ※(県)は県の重要無形民俗文化財に指定されているもの。
  - 市川の天衝舞浮立 - 佐賀市富士町市川の諏訪神社。(県)[8][9]
  - 音成の面浮立 - 鹿島市七浦音成の天子神社。(選無)(県)[8]
  - 広瀬浮立 - 唐津市厳木町広瀬の天山神社。(県)[10][注釈 1]
  - 府招の浮立 - 伊万里市南波多町府招の権現社。踊浮立に分類。(選無)(県)[12]
  - 母ヶ浦の面浮立 - 鹿島市七浦母ヶ浦の鎮守神社。(県)[8][10]
  - 真手野の舞浮立 - 武雄市武内町真手野東真手野区の竹内神社。(県)[13]
  - 米多浮立 - 上峰町前牟田米多の老松神社。天衝舞浮立に分類。(県)[8][10]
  - 両岩の小浮立 - 嬉野市嬉野町大字吉田両岩の両岩神社。舞浮立または踊浮立に分類。(県)[9]
- 長崎県 ※(県)は県の無形民俗文化財に指定されているもの。
  - 井崎まっこみ浮立 - 諫早市小長井町井崎。「まっこみ」は舞手が巻き込むような円の陣形を取ることに由来する。(県)[14]
  - 木場浮立 - 佐世保市黒髪町上木場。(県)[15]
  - 坂本浮立 - 東彼杵町坂本郷。(県)[16]
  - 鷹島の島踊 - 松浦市鷹島町。演目の中に浮立もある。(県)[17]
  - 田結浮立 - 諫早市飯盛町里。(県)[18]
  - 間の瀬狂言 - 長崎市平間町間の瀬。猿浮流に分類、狂言の形式をとる。(県)[19]
- 福岡県
  - 八女津媛神社の浮立 - 八女市矢部村北矢部の八女津媛神社。県指定無形民俗文化財[20]。
  - 佐野浮立 - みやま市山川町甲田佐野の佐野天満神社。市指定無形民俗文化財[21]。